# المرزباني
أبو عبيد الله، محمد بن عمران بن موسى المرزباني. ولد عام 910م الموافق 297 هـ وتوفي عام 994م الموافق 384 هـ في زمن الخليفة العباسي القادر بالله. إخباري ومؤرخ وأديب، خراساني الأصل، ولد وتوفي في بغداد. كان معتزليًا. له عدة كتب منها «معجم الشعراء» و«الموشح» وهما كتابان مطبوعان.

## شيوخه
أخذ العلم عن كبار علماء عصره ومنهم: ابن دريد، وابن نفطويه والأنباري وغيرهم. نشأ المرزباني واسع المعرفة، وصفه ابن النديم في الفهرست أنه كان صادق اللهجة، واسع المعرفة بالروايات، كثير السماع.

## مؤلفاته
- أخبار أبي تمام،
- الرياض في أخبار المتيمين من الشعراء الجاهليين والمخضرمين والإسلاميين والمحدثين،
- أخبار الشعراء المشهورين والمكثرين من المحدثين،
- المقتبس،
- معجم الشّعراء،
- الموشح، مآخذ العلماء على الشّعراء في عدّة أنواع من صناعة الشّعر،

يذكر كتاب معجم الأدباء ان المرزباني روى الحديث عن أبو عبد الله أحمد بن سليمان بن داود بن محمد بن أبي العباس الطوسي.